# Chrysasura flavopunctata
Chrysasura flavopunctata är en fjärilsart som beskrevs av George Thomas Bethune-Baker 1904. Chrysasura flavopunctata ingår i släktet Chrysasura och familjen björnspinnare. Inga underarter finns listade i Catalogue of Life.